# François Brisson
François Brisson (ur. 9 kwietnia 1958 w Saintes) – francuski piłkarz występujący na pozycji obrońcy. Trener piłkarski.

## Kariera klubowa
Brisson treningi rozpoczął w AS Bourg-La-Reine. W 1975 roku został graczem zespołu Paris Saint-Germain, grającego w Division 1. W lidze tej zadebiutował 21 grudnia 1975 w przegranym 2:3 meczu ze Stade de Reims. 30 listopada 1977 w zremisowanym 3:3 pojedynku z SC Bastia strzelił pierwszego gola w Division 1. Sezon 1979/1980 spędził na wypożyczeniu w innym pierwszoligowym klubie, Stade Lavallois. Następnie wrócił do PSG i występował tam jeszcze w sezonie 1980/1981.
W 1981 roku Brisson odszedł do RC Lens, którego barwy reprezentował przez cztery sezony. Potem grał w RC Strasbourg, a w 1986 roku przeszedł do Olympique Marsylia. W sezonie 1986/1987 wywalczył z nim wicemistrzostwo Francji. W 1987 roku został zawodnikiem zespołu Stade Lavallois, ale w 1989 roku po jego spadku z Division 1 do Division 2, odszedł z klubu.
W kolejnych latach wciąż występował w drużynach Division 1 - Olympique Lyon oraz Lille OSC. W 1993 roku odszedł do amatorskiego Montauban FC, gdzie rok później zakończył karierę.
W Division 1 rozegrał 505 spotkań i zdobył 103 bramki.

## Kariera reprezentacyjna
W reprezentacji Francji Brisson zadebiutował 10 listopada 1982 w wygranym 2:1 towarzyskim meczu z Holandią. W latach 1982–1984 w drużynie narodowej rozegrał dwa spotkania.
W 1984 roku był członkiem reprezentacji, która zdobyła złoty medal na Letnich Igrzyskach Olimpijskich.